# Lomaspilis mediofasciata
Lomaspilis mediofasciata là một loài bướm đêm trong họ Geometridae.